# Ian Paterson
Ian Paterson ist ein britischer Chemiker (Organische Chemie, Biochemie).
Paterson studierte in Cambridge, wo er 1979 bei Ian Fleming promoviert wurde und war als Post-Doktorand bei Gilbert Stork an der Columbia University.
Paterson befasst sich mit seiner Gruppe mit der Totalsynthese von Naturstoffen (speziell von biologisch aktiven Stoffen) und der Entwicklung von Methoden dafür, speziell mit Kontrolle der Stereospezifizität (asymmetrische Reaktionen zum Beispiel mit Aldolen).
Er ist Fellow der Royal Society und der Royal Society of Edinburgh. 2004 erhielt er den Robert Robinson Award der Royal Society of Chemistry. 